# ذبابة الاصطبلات
ذبابة الاصطبلات أو ذبابة الأسطبل المزيفة (الاسم العلمي: Muscina stabulans)، هي ذبابة من فصيلة الذبابية المنزلية. يكثر وجودها في الاصطبلات. تركب الخيل والأبقار. تعيش على ما تمتصه من جلودها. وهي تنقل العدوى في حالة المرض. يرقاتها مبشارة مؤذية.